# ゆらゆら帝国III
『ゆらゆら帝国III』（ゆらゆらていこくスリー）は、日本のバンドゆらゆら帝国のメジャー3枚目（通算7枚目）のアルバムである。2001年2月21日発売。発売元はユニバーサルミュージック。

## 概要
- オリジナルアルバムとしては前作から1年8ヶ月ぶりとなるアルバム。

## 収録曲
| 全作詞: 坂本慎太郎、全作曲・編曲: ゆらゆら帝国。 |                                          |            |              |      |
| #                                                | タイトル                                 | 作詞       | 作曲・編曲   | 時間 |
| 1.                                               | 「でっかいクエスチョンマーク」           | 坂本慎太郎 | ゆらゆら帝国 | 7:03 |
| 2.                                               | 「ラメのパンタロン」                     | 坂本慎太郎 | ゆらゆら帝国 | 4:26 |
| 3.                                               | 「幽霊の結婚式」                         | 坂本慎太郎 | ゆらゆら帝国 | 5:46 |
| 4.                                               | 「待ち人」                               | 坂本慎太郎 | ゆらゆら帝国 | 4:31 |
| 5.                                               | 「ゆらゆら帝国で考え中 (Album Version)」 | 坂本慎太郎 | ゆらゆら帝国 | 3:07 |
| 6.                                               | 「男は不安定」                           | 坂本慎太郎 | ゆらゆら帝国 | 7:57 |
| 7.                                               | 「砂のお城」                             | 坂本慎太郎 | ゆらゆら帝国 | 3:45 |
| 8.                                               | 「頭異常なし」                           | 坂本慎太郎 | ゆらゆら帝国 | 3:27 |
| 9.                                               | 「頭炭酸」                               | 坂本慎太郎 | ゆらゆら帝国 | 4:20 |
| 10.                                              | 「少年は夢の中」                         | 坂本慎太郎 | ゆらゆら帝国 | 5:03 |
| 合計時間:                                        | 合計時間:                                | 49:25      |              |      |